# 彭定中
彭定中博士，（1943年8月—） 河南省洛陽市出生，土家族人，祖籍保靖縣陽朝鄉麥坪村，南華早報集團現任董事會主席、非執行董事。2001年至2006年間，出任香港機場管理局行政總裁。

## 生平
1943年出生於河南省洛陽市，1949年隨父母來到香港，1951年轉往台灣定居。1966年畢業於國立成功大學土木工程學系，1969年取得美國羅德島大學工程碩士學位，1972年獲美國肯塔基大學工程博士學位。1974年擔任肯塔基大學的客座教授，1977年至1979年擔任哥倫比亞大學副教授。早年曾擔任土木工程師，參與興建幾條公路。
1984年，彭定中進入杜邦化工任職，被派往香港開拓中國大陸市場，曾任杜邦大中國地區總裁、杜邦亞太副總裁、杜邦亞太區尼龍事業副總裁，1998年獲委任為全球副總裁，掌管杜邦集團全球「無紡織」業務，成為杜邦有史以來首為華人出任此職。
2001年1月1日，彭定中提前由杜邦退休，轉到香港，擔任香港機場管理局行政總監（後成為行政總裁），六年任期內，先後遇上2001年的美國911事件及2003年沙士疫症，影響旅客對航空交通安全的信心。911事件發生後，機場要實施更嚴格的保安檢查，以避免恐怖份子乘虛而入。而2003年香港面對沙士疫症，旅客數目瞬間大幅減少。而期間香港國際機場連續5年獲 Skytrax 選為「全球最佳機場」。
2006年6月，彭定中決定在第二個3年期合約期滿後不再尋求續約而離任。行政總裁職務由許漢忠接任，2007年2月1日起生效。
離任機場管理局後，彭定中加入嘉里集團，擔任嘉里集團郭氏基金會總裁、南華早報集團非執行董事兼董事會主席及嘉里控股有限公司董事。
2016年11月9日 - 南潮控股(00583)宣布，彭定中已辞任董事会主席。